# 구글 디렉터리
구글 디렉터리(Google Directory)는 구글이 호스팅했던 웹 디렉터리였다. 2011년 7월 20일 중단되었다. 그러나 구글의 비즈니스와 권고 비즈니스는 현재 구글 디렉터리를 참조하고 있다.

## 정보
구글 디렉터리는 14개 주요 분류로 구성된다:
- 예술
- 비즈니스
- 컴퓨터
- 게임
- 건강
- 집
- 뉴스
- 레크리에이션
- 레퍼런스
- 지역
- 과학
- 쇼핑
- 사회
- 스포츠

이 페이지에는 2개의 다른 링크들도 있었다: World와 Kids and Teens. World 링크는 다른 언어로 디렉터리를 제공했다. Kids and Teens 링크는 어린이들과 10대들을 위한 별도의 웹 아카이브였다.
구글 디렉터리 전반은 DMOZ에 기반을 두었다.